# Linda (owad)
Linda – rodzaj chrząszczy z rodziny kózkowatych i podrodziny zgrzypikowych.

## Zasięg występowania
Przedstawiciele tego rodzaju występują na Półwyspie Indyjskim, w Azji Południowo-Wschodniej, na Tajwanie, w Chinach, oraz azjatyckiej części Rosji.

## Systematyka
Do Linda należy 29 gatunków i 2 podrodzaje:

- Podrodzaj: Dasylinda Thomson, 1868
  - Linda apicalis
  - Linda fasciculata
  - Linda javanica
  - Linda strbai
  - Linda testacea
- Podrodzaj: Linda Thomson, 1864
  - Linda annamensis
  - Linda annulicornis
  - Linda assamensis
  - Linda atricornis
  - Linda bimaculicollis
  - Linda femorata
  - Linda fraterna
  - Linda gracilicornis
  - Linda javaensis
  - Linda macilenta
  - Linda major
  - Linda nigroscutata
  - Linda procera
  - Linda pyritosa
  - Linda rubescens
  - Linda semiatra
  - Linda semivittata
  - Linda signaticornis
  - Linda stolata
  - Linda subannulicornis
  - Linda subatricornis
  - Linda tartara
  - Linda tonkinensis
  - Linda zayuensis